# Castel Lichtenau
Castel Lichtenau (Schloss Lichtenau in tedesco) si trova nel comune austriaco di Stuhlfelden nel Distretto di Zell am See appartenente al Land Salisburghese e la sua costruzione risale all'inizio del XVI secolo.

## Storia

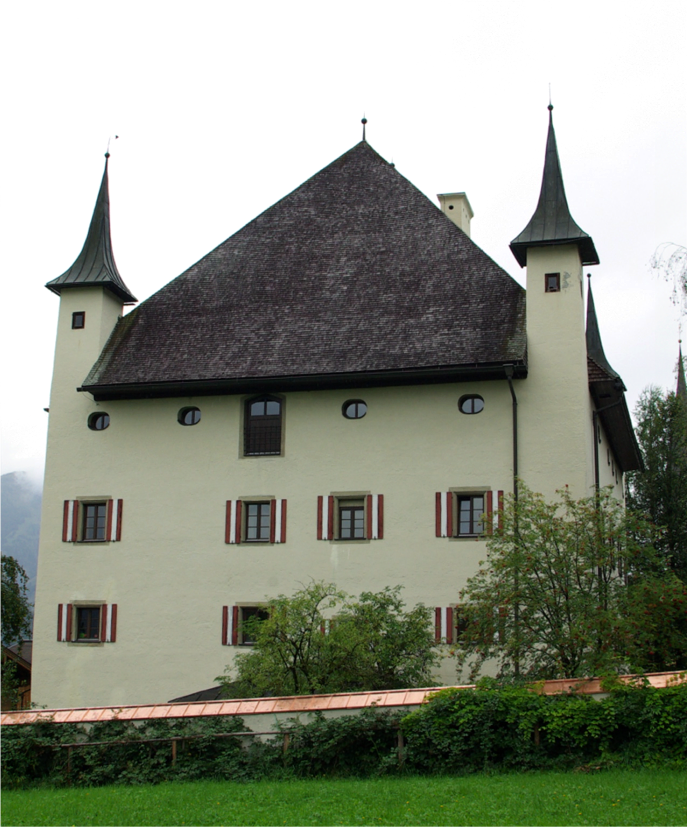
Una delle facciate minori del castello caratterizzata dalle due torrette che si alzano ai suoi lati

Il complesso del castello fu costruito tra il 1503 e il 1506 probabilmente per disposizione di Wilhelm von Rosenberg che apparteneva ad una famiglia che possedeva miniere di argento, rame e zolfo nel Pinzgau e in Tirolo. Successivamente passò ai Törring e ai Khuen-Belasy. Christoph Khuen von Belasy nel 1624 fece ricostruire il castello conferendogli l'aspetto che ci è pervenuto e in seguito, nel 1663, Johann Siegmund ed Erasmus von Khuen-Belasy lo vendettero a Georg Thomas Perger von Emslieb. Da questi la proprietà venne trasferita al conte Johann Josef Kuenburg nel 1676 che pochi mesi dopo, per la somma di 3.000 fiorini, lo cedette al cardinale e arcivescovo di Salisburgo Maximilian Gandolph von Künburg che lo utilizzò come residenza per l'Unterwaldmeister locale (il guardaboschi) e alcuni inquilini. Dopo il periodo dell'invasione francese e la secolarizzazione di Salisburgo, nel 1808, divenne una sede ufficiale e ospitò l'ufficio delle imposte reale bavarese poi passò al controllo della gestione forestale. Intanto alcune storiche attrezzature che vi erano conservate andarono perdute. Nel 1902 la proprietà passò ad Alfred Freiherr Plapart von Leenheer e dopo di lui si avvicendarono in diversi. Nel 1913 lo acquistò Olga von Zerboni di Sposetti e i suoi eredi nel 1930 vendettero il castello ai Fratelli della Scuola Cristiana che lo utilizzarono come scuola secondaria privata e come collegio. Dal 1960 divenne casa diocesana e nel 1978 lo acquistò il comune di Stuhlfelden che ne dispose la ristrutturazione e lo adattò ad edificio scolatico.

## Descrizione

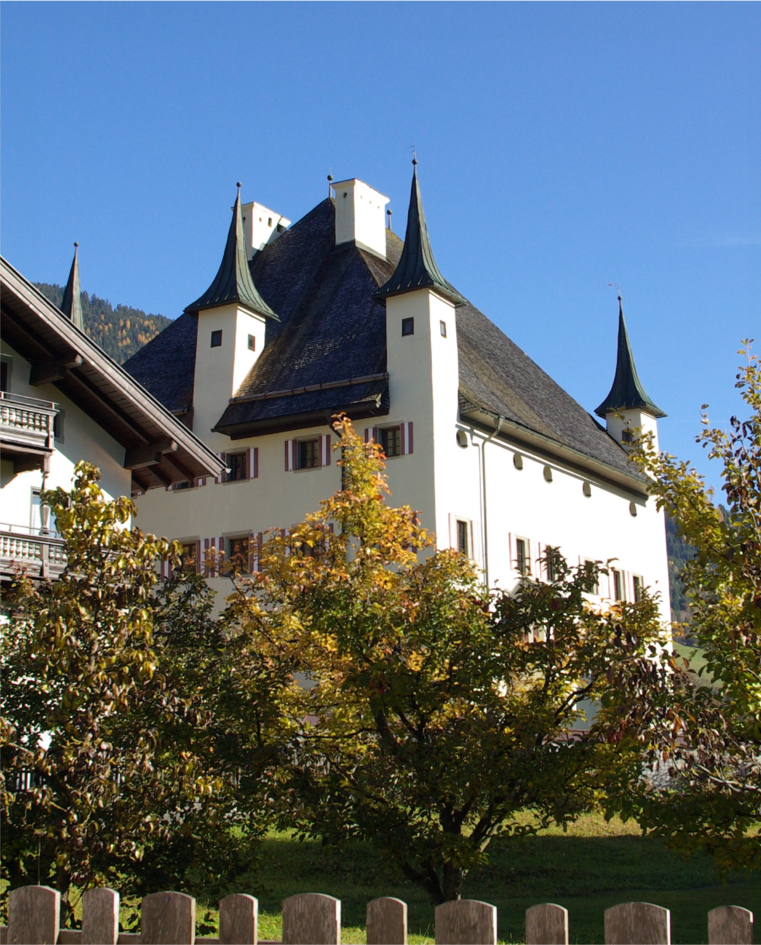
Il castello visto dal basso

L'edificio si trova nella parte orientale del comune austriaco di Stuhlfelden nel Distretto di Zell am See appartenente al Land Salisburghese. Rappresenta di una tipica residenza salisburghese del XVI secolo ed è circondato da un piccolo giardino. L'edificio ha pianta rettangolare e si eleva per quattro piani, ha un aspetto massiccio e ai suoi vertici angolari superiori oltre che al centro della facciata ad ovest si alzano torrette alte e strette. In origine le torrette erano sei ma una che si trovava sulla facciata orientale venne demolita nella seconda metà del XIX secolo. La copertura del tetto è imponente, a padiglione. Il portale ad arco che si trova sul lato ovest riporta la data 1503 e sotto l'anno in origine si trovava lo stemma dei signori di Törring. Il seminterrato e il piano terra hanno quasi sempre una copertura a volta inoltre nei vari piani è presente un corridoio centrale continuo tipico delle residenze salisburghesi del periodo. Sulla cornice di una porta al pianterreno è inciso l'anno 1560. Al secondo piano è conservata una porta lignea con ferramenta risalente alla prima metà del XVII secolo. Due sale conservano gli unici soffitti a cassettoni rimasti dopo tutti i restauri. Varie parti strutturali interne come tre soffitti, quattro portali e una stufa sono stati trasferiti al Museo di Salisburgo verso la fine del XIX secolo e poi sono andati parzialmente distrutti durante i bombardamenti della seconda guerra mondiale.

### Bene architettonico tutelato
Castel Lichtenau in Austria è un bene sottoposto a tutela artistica col numero 35787.